# Acanthurus nigroris
Acanthurus nigroris е вид бодлоперка от семейство Acanthuridae. Видът не е застрашен от изчезване.

## Разпространение и местообитание
Разпространен е в Малки далечни острови на САЩ (Атол Джонстън) и САЩ (Хавайски острови).
Обитава океани, морета, лагуни и рифове. Среща се на дълбочина от 1 до 41 m, при температура на водата от 22,5 до 29,3 °C и соленост 34,1 – 36,2 ‰.

## Описание
На дължина достигат до 25 cm.
Популацията на вида е стабилна.